# Tell el-Dab'a
Tell el-Dab'a est un site archéologique dans la région du delta du Nil en Égypte où se trouve Avaris, la capitale des Hyksôs. Avaris est occupée par les Asiatiques de la fin de la XIIe à la XIIIe dynastie (début du IIe millénaire av. J.-C.). Le site est surtout connu pour ses fresques minoennes.

## Identification du site
Les fouilles dans la région commencent en 1885 par Édouard Naville. Entre 1929 et 1939, Pierre Montet fouille à Tanis, à vingt kilomètres au nord, trouvant des tombes d'une richesse remarquable. Il croit trouver l'emplacement d'Avaris et son opinion est largement acceptée à l'époque. Pourtant, d'autres archéologues, comme Labib Habachi, l'un des pionniers de l'égyptologie égyptienne, ne sont pas convaincus. En 1941-42, il fouille à Tell el-Dab'a pour le Service des antiquités égyptiennes et arrive à la conclusion qu'il s'agit en fait d'Avaris. Son opinion sera validée plus tard : « Lorsqu'une étude topographie du site et ses environs a été réalisée par Manfred Bietak, de l'Institut archéologique d'Autriche, dans les années 1980, l'hypothèse d'Habachi s'est confirmée. La mission de Bietak révèle que la véritable capitale Hyksôs était en réalité Tell al-Dab'a. »
La nature de la civilisation à Tell el-Dab'a est comprise à partir de l'examen archéologique du site. Les fouilles découvrent des bâtiments, à savoir des résidences, des tombes et des temples, qui combinent les styles architecturaux égyptien et cananéen. La société de Tell el-Dab'a interagit avec d'autres régions qui influencent leurs fresques. Bien que les vestiges soient endommagés par l'environnement marécageux, ainsi que par la reconstruction et l'agriculture continuelles sur le site, les archéologues montrent que cette ville est occupée par une société riche, avec une grande enceinte sacrée et des pratiques funéraires inhabituelles.
De 1951 à 1954, Shehata Adam fouille en partie le site de la XIIe dynastie d'Ezbet Rushdi, près de Tell El-Dab'a.

## Architecture

### Résidences
Tell el-Dab'a connaît une forte immigration dans la période 1610-1590 avant notre ère. Entre 1590 et 1570 avant notre ère, la ville connaît une surpopulation. En raison des restrictions d'espace, de petites maisons sont construites dans des cimetières, et des enfants sont enterrés dans les portes de grandes maisons. Les tombes s'incorporent à la structure des maisons.
Au début de la période hyksôs, les membres des classes inférieures construisent leurs maisons autour de celles de leurs maîtres. Cela est moins visible à la fin de la période hyksôs, en raison de la surpopulation et des dommages causés par l'agriculture. La taille des maisons de Tell el-Dab'a indique l'aisance des habitants. Dans la périphérie nord-est, les maisons sont très petites, reflétant les classes les plus pauvres. En revanche, dans la zone orientale de Tell el-Dab'a, des restes de grandes résidences munies d'escaliers menant à des étages supérieurs sont découverts, indiquant que les membres les plus riches de la société y vivent.
Vers la fin de la période, entre 1600 et 1570 avant notre ère, les dirigeants de Tell el-Dab'a sont menacés par le risque d'une attaque. Ils construisent un épais mur d'enceinte autour de la ville pour la protéger.

### Tombes
Les tombes et les méthodes d'inhumation pratiquées à Tell el-Dab'a sont d'inspiration cananéenne,. Les tombes sont constituées de chambres voûtées en brique crue. Elles reflètent la croyance des habitants en l'Au-Delà, semblable à celle des Égyptiens. Les biens personnels sont souvent enterrés avec les corps. Les enterrements de serviteurs et d'ânes sont des pratiques courantes à Tell el-Dab'a, entre 1680 et 1660 avant notre ère. Ils sont les plus populaires pendant la période d'immigration asiatique, au début du règne des Hyksôs.
Les serviteurs ne sont pas enterrés comme les propriétaires des tombes, mais orientés différemment afin de montrer leur position dans la hiérarchie. Ils sont déposés à travers l'entrée de la tombe, devant la porte. Ceci est interprété comme des serviteurs attendant les instructions de leurs maîtres, ce qui est une composante de la vie idéale dans l'Au-delà. Trois sépultures de serviteurs étaient disposées ainsi à Tell el-Dab'a. Ils semblent avoir été enterrés en même temps que les propriétaires des tombes, après avoir été sacrifiés.
Les enterrements d'ânes ont lieu tout au long de l'histoire de Tell el Dab'a. Les ânes sont souvent trouvés par paires devant les tombes. Eux aussi ont peut-être été sacrifiés à la mort de leurs propriétaires. Les ânes soulignent la croyance de la société en l'Au-delà : comme ils sont associés aux voyages, ils peuvent être liés au passage de la vie à la mort.

### Temples
Les fouilles de Tell el-Dab'a ont mis au jour des temples de la période hyksôs. Ils présentent des styles égyptiens et cananéens. Par convention, les entrées sont percées dans le mur nord et ils sont orientés NNO-SSE. Des poignards en bronze, des têtes de hache et des cruches ont été trouvés dans ces complexes.
Le temple le plus remarquable est le Temple I. Il est de style égyptien et date d'entre 1680 et 1660 avant notre ère. Il contient trois sanctuaires, et dans sa cour subsistent les traces d'un autel à sacrifices. Les murs extérieurs sont en brique crue blanchie à la chaux. Des restes de peinture bleue ont été retrouvés sur les murs.

## Influence artistique

### Fresques minoennes
En 1987, des milliers de fragments de peintures murales minoennes sont découverts dans les anciens jardins qui jouxtent le complexe palatial de Tell el-Dab'a, sur le site d'une forteresse du début du Nouvel Empire. Les fragments montrent des techniques, des sujets et des styles caractéristiques des fresques minoennes. Les fresques sont appliquées avec la technique buon fresco (en), caractéristique des œuvres minoennes. Ils comprennent des scènes de motifs en forme de labyrinthe, des taureaux et des sauteurs de taureaux, le galop volant, des griffons et des chasses au léopard et au lion, des images associées à la culture artistique minoenne. Les peintures murales minoennes de Tell el-Dab'a montrent donc que les souverains du début de la XVIIIe dynastie sont ouverts aux œuvres et aux thèmes de la Méditerranée orientale. Les sociétés hyksôs et minoenne sont en contact, potentiellement par l'intermédiaire d'artistes itinérants qui importent les techniques minoennes à Tell el-Dab'a. La population de Tell el-Dab'a peut avoir également inclus des familles égéennes,  entraînant des liens directs entre les arts égéen et égyptien.
Les scènes de sauts de taureaux représentées sur les fragments de fresques sont considérées comme identiques à celles des palais minoens. Le thème est identifié avec Cnossos, en Crète. La fresque est peinte dans le style minoen du saut de taureau : un individu à la peau foncée et aux cheveux foncés et ondulés portant des vêtements de style minoen, à savoir le kilt, les bottes et les brassards, est représenté en train de se retourner sur le dos d'un taureau.
Nanno Marinatos forme provisoirement une scène en deux parties des fragments de chasse au lion et au léopard en 1994. Des léopards sont représentés chassant un cerf sur un fond rouge dans la scène supérieure de la fresque, tandis que des lions chassant un bouquetin figurent dans le registre inférieur. D'autres fragments montrent des bottes. On en déduit qu'une scène de chasse est représentée. De plus, Bietak inclut dans son travail une photographie d'un léopard qui montre ses parties arrière. Les pattes et la queue de l'animal sont complètement étendues dans la pose du galop volant, afin de montrer le mouvement, une technique de représentation courante de l'art minoen.

### Poterie chypriote
Environ cinq-cents pièces de poterie chypriote contenant de l'huile et du parfum ont été découvertes à Tell el-Dab'a. Les styles appelés Pendent Line, Cross Line et White Painted V de la poterie chypriote peinte en blanc constituent la plus grande partie de la poterie exportée vers Tell el-Dab'a. Cela indique que Tell el-Dab'a a des relations commerciales avec Chypre. La majorité des pièces exportées sont de tradition « large bande ». Un seul fragment de rebord d'un pot du style White Painted V Fine Line a été trouvé sur le site.
La citadelle des Hyksôs a dû être construite vers la fin de la période hyksôs (ph. D/2), car des fragments de céramique bichrome chypriote (en) ont été trouvés dans des décharges de sable déposées afin de surélever le terrain pour la construction.

## Ezbet Rushdi
Ezbet Rushdi est un petit village à environ un kilomètre au nord-est de Tell el-Daba. Un temple et une colonie de la période du Moyen Empire y sont découverts lors de fouilles récentes.
Précédemment fouillé par Shehata Adam, qui découvre un temple à l'est du village, l'Institut archéologique autrichien fouille de nouveau le site en 1996. On découvre qu'avant la construction du temple, il y a déjà une colonie du début de la XIIe dynastie.